# Basilinna
Basilinna – rodzaj ptaków z podrodziny kolibrów (Trochilinae) w rodzinie kolibrowatych (Trochilidae).

## Zasięg występowania
Rodzaj obejmuje gatunki występujące w Meksyku i Ameryce Centralnej (Gwatemala, Honduras, Salwador i Nikaragua).

## Morfologia
Długość ciała 8–10 cm; masa ciała 3,2–4 g.

## Systematyka

### Etymologia
- Basilinna: gr. βασιλλινα basilinna „królowa”[5].
- Heliopaedica: gr. ἡλιος hēlios „słońce”; παιδικα paidika „kochany, ulubiony”, od παις pais, παιδος paidos „dziecko”[6]. Gatunek typowy: Trochilus melanotus Swainson, 1827 (= Trochilus leucotis Vieillot, 1818).

### Podział systematyczny
Do rodzaju należą następujące gatunki:
- Basilinna xantusii (Lawrence, 1861) – szafirczyk rudobrzuchy
- Basilinna leucotis (Vieillot, 1818) – szafirczyk białouchy